# 영국해외항공 781편 추락 사고
영국해외항공 781편 추락 사고(영어: BOAC Flight 781)는 1954년 1월 10일 로마 참피노 공항(이탈리아 로마)발 히드로 공항(영국 런던)행영국해외항공 781편의 드 하빌랜드 DH.106 코멧 항공기가 지중해에 위치한 엘바섬 상공을 비행하던 중 폭발적 감압에 의한 공중분해로 추락하여 승객과 승무원 전원이 사망한 사고이다. 사고기는 세번째로 인도된 코멧 여객 항공기였다.

## 승객과 승무원
비행 승무원 중에 기장은 영국해외항공의 젋은 조종사 중 한명인 앨런 깁슨(31세)이 맡았으며, 그는 영국 공군에서 비행을 시작하여 1946년 영국해외항공에 입사하였다. 상당한 비행 경험이 있었으며 6,500시간 이상의 비행 시간을 기록하고 있었다. 사고가 일어나기 3년 전의 1951년에 에르메스 항공기의 강제 착륙이라는 사고 이력이 있었으나 사고 당시 그의 비행은 제대로 된 대응으로 칭찬을 받았다
.
부조종사는 윌리엄 존 버리(33세)였으며 대략 총 4,900시간의 비행 경력이 있었다. 항공 기관사는 프랜시스 찰스 맥도날드(27세), 무선 교신 기사는 루크 패트릭 맥머혼(32세)으로 구성되어 있었다. 그들은 개별적으로 720시간의 비행시간과 3,600시간의 경력을 보유하고 있었다..
승객 29명 중 10명은 어린이였다. 승객 가운데 BBC에서 일하는 오스트레일리아의 유명 저널리스트이자 군사 역사학자인 체스터 윌모트, 원인의 손으로 유명한 바하이교의 도로시 비셔 베이커도 있었다.

## 사고에 이르는 순간
전직 영국해외항공 기술자였던 게리 불은 로마에서 항공기를 조사할 때 "경미한 손상"을 주목했다고 증언했다. 그는 처음에 781편이 제대로 비행하고 있을거라 믿었기에 어느 것도 발견하지 못했다. 불과 같은 팀의 기술자들은 후에 남아프리카항공 201편의 비행전 해당 항공기의 검사를 실시했다.
1954년 1월 10일 9시 34분에 781편은 런던으로의 비행을 위한 최종 절차를 마치고 이륙했다. 9시 50분에는 같은 비행 경로의 낮은 고도로 비행하고 있는 영국해외항공의 아르고넛으로 명명된 G-ALHJ 항공기의 존슨 기장이 781편의 깁슨 기장과 교신했다. 기상 상태에 대한 대화가 무선 교신으로 실시되는 동안 교신은 돌연 끊어졌다. 마지막 교신에서 들을 수 있었던 것은 깁슨 기장의 "조지 움직임은 어때, 너는 나의.."라는 메시지였다. 이후에 어부들은 파편들이 바다로 떨어지는 것을 목격하였다.
히드로공항에서는 도착 안내에서 781편이 늦어지고 있다고 표시했으나 오후 1시 30분에 도착 안내에서 781편이 사라졌다.

## 수색과 회수
1954년 1월 11일의 뉴욕 타임즈에서 다음과 같은 기사가 올라왔다.
오늘 아침 영국의 코멧 항공기가 이탈리아 서해안에 위치한 엘바섬과 몬테크리스토섬 사이에 추락하여 35명이 사망했음이 거의 확실하다. 실낱같은 희망에도 29명의 승객과 6명의 영국해외항공 승무원 가운데 생존자는 단 한명도 없었으며 자정이 지난 한 시간 후에 15구의 시신이 회수된 것이 전부다.
하지만 낮은 시계와 높은 파도에도 불구하고 수색은 계속 진행되고 있다. 비공식 승객 명단이 작성되어 로마에 거주하는 해당 승객의 가까운 친인척에게 통보되었다. 비공식 보고서에 따르면 승객 가운데 미국인은 탑승하지 않았던 것으로 확인되었다. 승객 가운데 남성 17명, 여성 8명과 어린이 3명 그리고 아기 한명이 포함되었다. 승무원 가운데는 객실 승무원도 있다.

사고 조사의 첫번째 단계는 무슨 일을 해야하는지 판단하기 어려웠다. 1954년만 해도 사고기에는 블랙박스가 없었던데다 조종실 음성 기록장치 또는 비행 기록 장치도 없었기에 평가조차 어려웠다. 항공 사고 조사를 위한 설정된 계획서도 존재하지 않았다.
사고기의 수색이 광범위해지면서 영국 해군 함정인 바힐과 감비아함 뿐만 아니라 몰타에서 민간 구조선인 씨 살보르가 포함되어 체계적으로 움직이기 시작했다. 최초로 수중 TV 카메라의 사용이 수색에 이용되었으며, 수중 깊은 곳의 파편 위치와 인양을 돕기 위한 영국 해군성 연구소의 조지 맥 니스가 이끄는 팀이 참여하였다.
목격자들은 이탈리아 어부들이었으며 지상에서 사고 지점을 추적하기 위해 준비했다. 사고기가 바다로 곤두박질치는 것을 목격하지마자 어부들은 시신 회수와 더불어 혹시나 있을 생존자를 구조하기 위해 현장으로 이동했지만 거기에 생존자는 아무도 없었다. 사고의 원인과 관련된 증거를 더 찾기 위해 시신의 부검을 위한 검시관이 파견되었다. 부검이 진행되는 동안 부검의인 안토니오 포나리가 팔이 부러지는 등 팔의 손상을 발견했으며 그것은 사망 이후였다는 것을 밝혀냈다. 포나리는 부상의 패턴이 뚜렸함을 발견했을 뿐만 아니라 모든 사망자들의 사인을 확인하고 밝혔다. 이 부상은 두개골 골절과 파열이고 그 밖에 폐 손상으로 구성되어 있었다. 포나리는 폭발의 증거를 발견하지는 못한데다 부상 패턴으로 혼란을 느꼈다.
그 파열된 폐는 폐가 부풀어 오르고 파열된 원인이 기압차가 나는 곳에서의 갑작스러운 감압으로 인한 항공기 객실의 감압 현상이었다는 것을 확실히 보여주고 있었다. 또한 사고를 판버러에 위치한 왕립 항공 연구소(RAE)의 실제 비행기를 같은 조건으로 모의 실험한 것은 그 이론을 뒷받침했을 뿐만 아니라 두개골 골절의 원인도 확인되었다. 이 실험을 위해 모델 동체는 코멧과 유사하게 제작되었다.
승객을 재현한 더미 또한 가능한 사고 당시의 승객 움직임을 재현하기 위해 동체안에 착석 상태로 배열되었다. 사고를 재현할 때 조사관들은 의도적으로 공기 압력을 증가시켜 그것까지 폭발시킨 결과로 더미 모델의 파열을 유도했다. 더미의 이동 궤적은 좌석에서 들어 올려진것과 동시에 천정에 머리를 쾅 부딪쳤는데 이는 기밀실내에서의 폭발 순간 두개골 파열의 원인을 보여주고 있었다.
사고기의 파편은 마침내 해저에서 발견되고 그 다음에 인양되어 조사를 위해 왕립 항공 연구소로 이송되었다. 파편의 조사 결과를 기반으로 항공기가 공중 분해되었음은 명백했으며, 처음에 사고기가 폭탄에 의해 추락한 것으로 추정되었다. 그 다음 의혹으로는 엔진 터빈의 폭발 가능성으로 이어졌으며, 수정된 것들은 다른 코멧의 터빈 링을 둘러싼 것과 더불어 터빈 디스크의 파손에 장갑판이 포함된 것이었다.
그 사이에 모든 코멧 항공기들은 이 문제의 개선이 수행될때까지 운용이 중지되었다. 객실 여압장치의 파열 가능성으로는 코멧의 객실 설계 당시 어느때든 필요한 것으로 간주되는 상당한 고강도와 비교할 때 강도가 다소 낮아진 것이 고려되었다.
1954년 1월 12일 뉴욕 타임즈는 영국해외항공이 모든 코멧 항공기의 운항을 중단한다는 내용을 보도했다.
영국해외항공은 어제 앨바 섬 부근에서 일어난 코멧 항공기 사고 여파로 모든 드 하빌랜드 코멧 제트 여객기의 운항을 일시적으로 중단했다. 영국 유일의 대형 국제 항공사에서의 제트기 운항 중단을 계기로 같은 코멧 항공기를 운용하는 에어프랑스와 UTA로 구성된 프랑스의 양 항공사에서도 즉각 같은 행동을 취하고 있다.
영국해외항공은 그 조치를 '신중한 조치가 가능하도록 단 몇분이라도 서두르지 않는 기술적인 테스트를 위해 모든 코멧 항공기들을 승객이 탑승하지 않은 빈 상태로 런던 공항의 본사 정비팀에 이송하고 있다.'로 표현하고 있다. 그것은 다음 단계가 '이륙 금지 조치'가 되는 것은 아니라고 강조하고 있다. 그것은 교통부 장관 앨런 T, 레녹스 보이드와 그의 동의이기도 하지만 아직 정부의 명령은 아니라는 것이다.
해당 항공사는 7대의 코멧을 보유하고 있다. 그 가운데 해외의 싱가포르, 남아프리카 요하네스버그와 도쿄로 나가 있는 3대는 운항이 종료되었다. 해당 항공기들은 후에 승객 없이 비행했지만 우편물과 항공사 직원들이 타고 있었다. 회사의 의도는 코멧과 피스톤 엔진 항공기가 함께 비행하는 노선이었기에 굳이 빈자리를 채우지 않는다는 것이다. 이 조치는 코멧에게 불리하여 항공사의 절반가량은 항공 업계에서 값비싸고 과감한 경험을 하고 있다. 하지만 이와 유사한 경우에도 콘셀테이션이나 더글러스 DC-6를 대상으로 한 조치가 취해졌는데 이는 운항 서비스를 환원할때도 안전을 위한 기록에서 선망의 대상이 되었다.

공식 조사활동이 시작되는 동안 영국해외항공은 필사적으로 코멧 항공기의 운항 재개를 시도했으며, 그 해 3월 23일에 성공했다. 영국해외항공 회장은 텔레비전 인터뷰에서 "만족스러운 조건에 적합하지 않는다면 우리는 분명히 코멧에 승객들을 태우지 않을 것이다"라고 언급했다. 하지만 1954년 4월 8일 영국해외항공의 두번째 코멧 항공기인 G-ALYY가 추락했으며, 14명의 승객과 승무원 7명이 탑승한 전세편인 로마발 이집트행 남아프리카 항공 201편으로 비행하고 있었다. 비행을 시작한지 33분이 되었을 때 비행 승무원이 10,000m 고도로 비행한다는 내용을 보고하고 있을 때 모든 교신이 두절되었다.
캠브리지 대학의 학자이자 과학자이며 영국 왕립 항공 연구소를 이끌었던 아놀드 홀 경은 사고 조사의 책임자로 임명되었다.

## 원본 조사

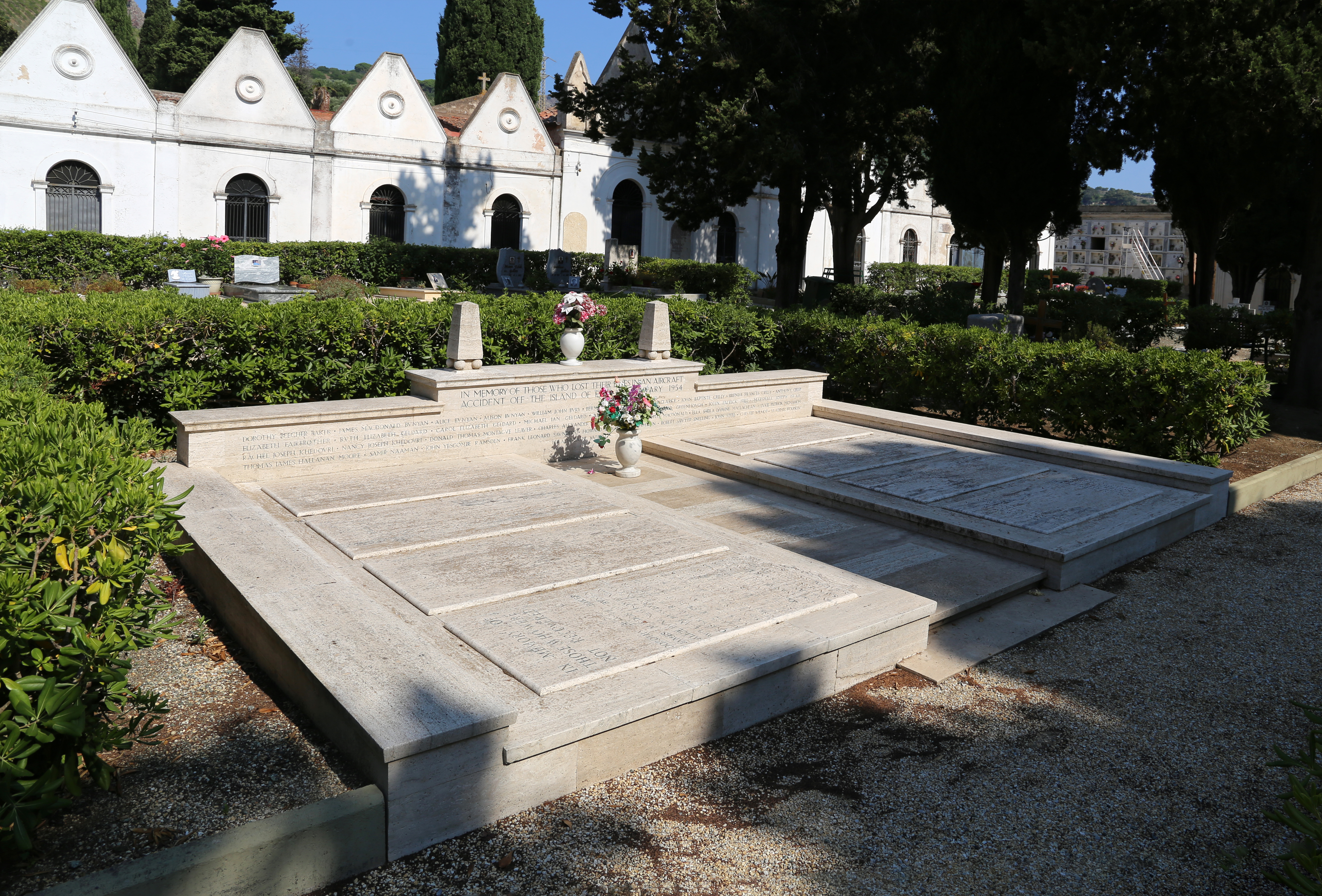
Memorial in Porto Azzurro

초기 시험과 G-ALYP의 파편을 재조립한 결과 공중 분해를 시사하는 여러 징조가 드러났다.
- 객실 카펫의 찢어진 조각은 사고기의 꼬리 부분에 갇힌채 남아있는 형태로 발견되었다.
- 동전의 무늬가 남긴 자국이 사고기 후방에서 동체 패널로까지 발견되었다.
- 후방 동체의 얼룩과 자국은 테스트 결과 코멧의 승객석으로 색이 칠해진 것이 일관되는 증거로 발견되었다.

파편의 대부분을 회수한 것과 함께 조사관들은 동체의 균열이 객실의 지붕에서 시작된 것을 발견했는데 그 지붕의 창이 승강타를 직격하면서 동체의 후방이 이탈한데 이어 외부 주날개의 구조물이 떨어져나갈때 주날개의 윙팁과 최종적으로 칵핏의 앞부분이 곤두박질치고 그때 주날개에 적재된 연료가 불타면서 파편에 불이 붙은 것으로 보였던 것이었다.
연쇄 작용이 일어난 첫번째 원인을 찾기 위해 영국해외항공은 사고기와 동일한 항공기인 G-ALYU(요크 엉클)를 기증했다. 동체를 거대한 물탱크에 집어넣고 물탱크를 가득 채워 항공기에 물을 주입하여 비행 상황을 재현하는 것이었다. 실험은 1일 24시간 실시되었으며 1주일에 7일간이었다.
781편과 남아프리카항공 201편 사고에 관한 공식적인 결과는 1955년 2월 1일 동시에 공개되었는데, 법원에서의 민간 항공기 조사 보고서는 1954년 1월 10일에 제출된 781편의 G-ALYP 항공기 사고 조사 결과와 1954년 4월 8일에 제출된 201편의 G-ALYY 항공기 사고 조사 결과였다. G-ALYU 항공기에서의 3000시간가량 비행에 상응하는 모의 실험 이후, 왕립 항공연구소의 조사관들은 G-ALYP 항공기의 사고가 지붕의 자동 방향 탐지기 창에서 기인한 기밀 구조 객실의 파열이라는 결론을 내릴 수 있었다.